# Tripogandra multiflora
Tripogandra multiflora é uma espécie de planta com flor pertencente à família Commelinaceae. 
A autoridade científica da espécie é (Sw.) Raf., tendo sido publicada em Flora Telluriana 2: 16. 1836 (1837).

## Portugal
Trata-se de uma espécie presente no território português, nomeadamente no Arquipélago dos Açores.
Em termos de naturalidade é introduzida na região atrás indicada.

## Protecção
Não se encontra protegida por legislação portuguesa ou da Comunidade Europeia.